# Josep Maria Muñoz i Pujol
Josep Maria Muñoz i Pujol (Barcelona, 1924 - 26 de novembre de 2015) va ser un dramaturg, assagista i novel·lista català. Traumatòleg prestigiós, desenvolupà la seva carrera literària en paral·lel amb la seva professió.

## Obra dramàtica
- Torna un home (1955)
- No hay camino (1959)
- La hora de todos (1960)
- Antígona 66 (1965). Premi Josep Maria de Sagarra 1965
- Kux my Lord (1970)
- En Companys (1981)
- Vador (1988)
- Alfons IV. Premi nacional català per a textos teatrals Ignasi Iglésias (ex aequo) (1989)
- Somni de mala lluna (1991)
- Fleca Rigol, digueu (1993)
- Anar i tornar de la Taverna Pilsen (1995)
- Seducció (1995)
- L'encobert (1995)

## Narrativa
- Dies de la raó perduda (1998)
- La gran tancada (1999)
- El falcó de Sueca (2002)
- L'experiment (2015)

## Assaig
- El cant de les sirenes. Petita crònica del teatre independent a Catalunya (1955-1990) (2015)